# Burg Baldern
Die Burg Baldern (auch Balderen) ist ein Burgstall in Stallikon im schweizerischen Kanton Zürich.
Der Burgstall steht auf dem Albisgrat bei rund 810 m ü. M., etwa vier Kilometer südlich der Burg Uetliburg (Uto Kulm) und 500 Meter nördlich der Felsenegg.
Im Norden und Süden sind Halsgraben erkennbar, die Ost- und Westflanke waren durch Steilhänge geschützt. Reste von Mauern sind kaum mehr sichtbar.
Das Burgareal besteht aus zwei durch einen Graben getrennte Flächen von ungefähr 40 m × 40 m und 74 m × 45 m. Eine ernsthafte archäologische Untersuchung hat bisher nicht stattgefunden.
Entstanden sein dürfte die Burg im 11. Jahrhundert, möglicherweise unter Herzog Ernst II.
Die Burg war im 12. Jahrhundert im Besitz der Grafen von Lenzburg.
Ob die Burg im 13. Jahrhundert noch bestand, ist unklar; schriftliche Quellen fehlen, allerdings ist ein adliger Namenszusatz de Baldern noch für das spätere 13. Jahrhundert belegt.
Der Chronist Heinrich Brennwald erwähnt (um 1510) die Burg Baldern im Zusammenhang mit der Regensberger Fehde von 1267/8, dies beruht allerdings auf einer Verwechslung. Die Gedenktafel an der Burgstelle erwähnt dennoch das Jahr 1268 als Datum für die Zerstörung der Burg durch die Zürcher.
Ebenfalls von Brennwald stammt die Aufzeichnung der Gründungslegende des Fraumünsters. Hier wird die Burg Baldern ebenfalls erwähnt, als Wohnsitz des Königs Ludwig des Deutschen zusammen mit seinen zwei Töchtern, Hildegard und Bertha. Die zwei Töchter seien jeweils nachts nach Zürich hinunter gegangen, um dort in einer Kapelle zu beten. Da sandte ihnen Gott einen Hirsch, der brennende Kerzen im Geweih trug. Das Tier stiess immer an einer bestimmten Stelle zu ihnen, begleitete sie, wartete während sie  beteten und brachte sie wieder sicher nach Hause. Die Schwestern wollten dort, wo der Hirsch jeweils wartete, ein Gotteshaus errichten, das Fraumünster.

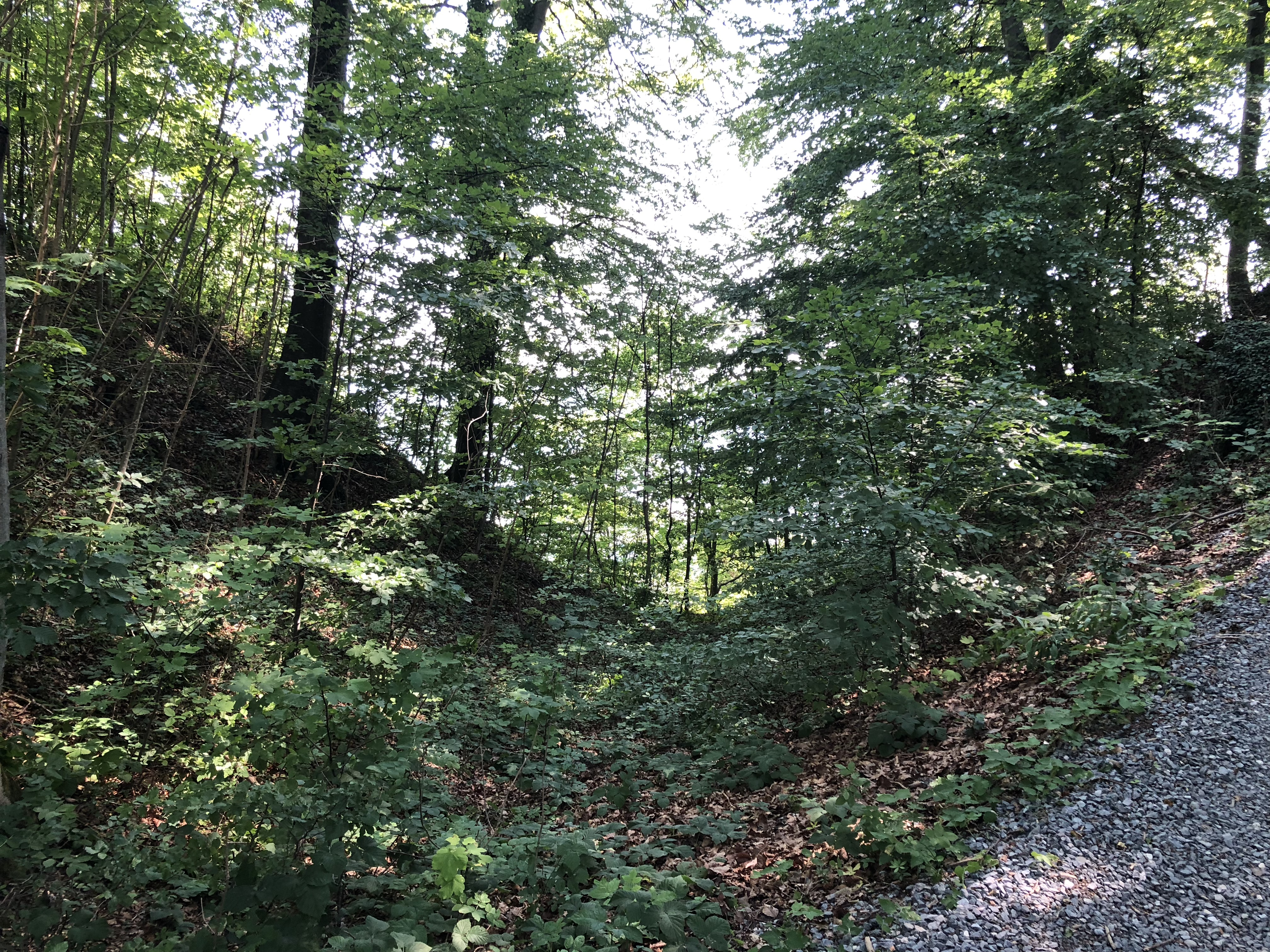
Halsgraben im Norden des Burghügels
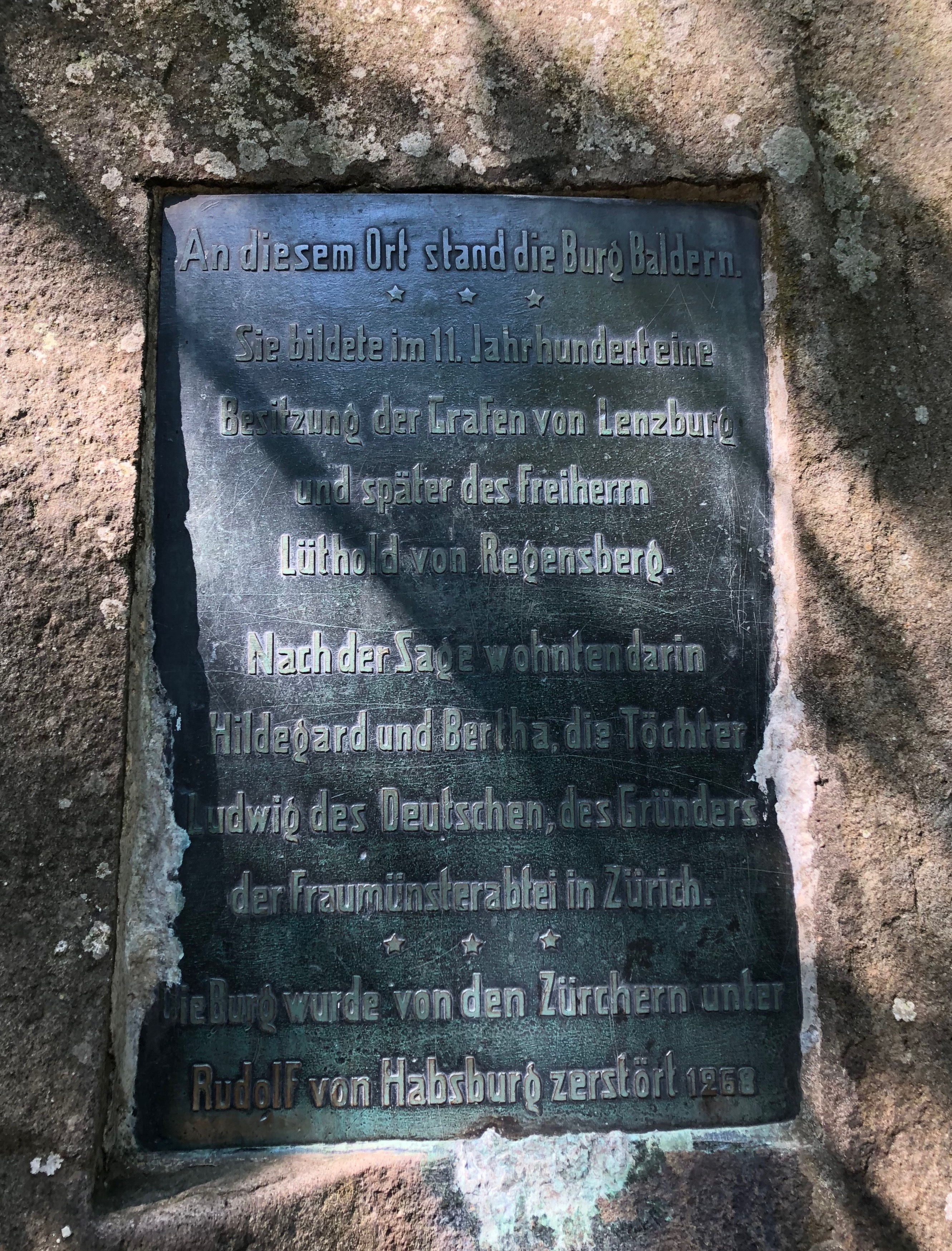
Gedenktafel
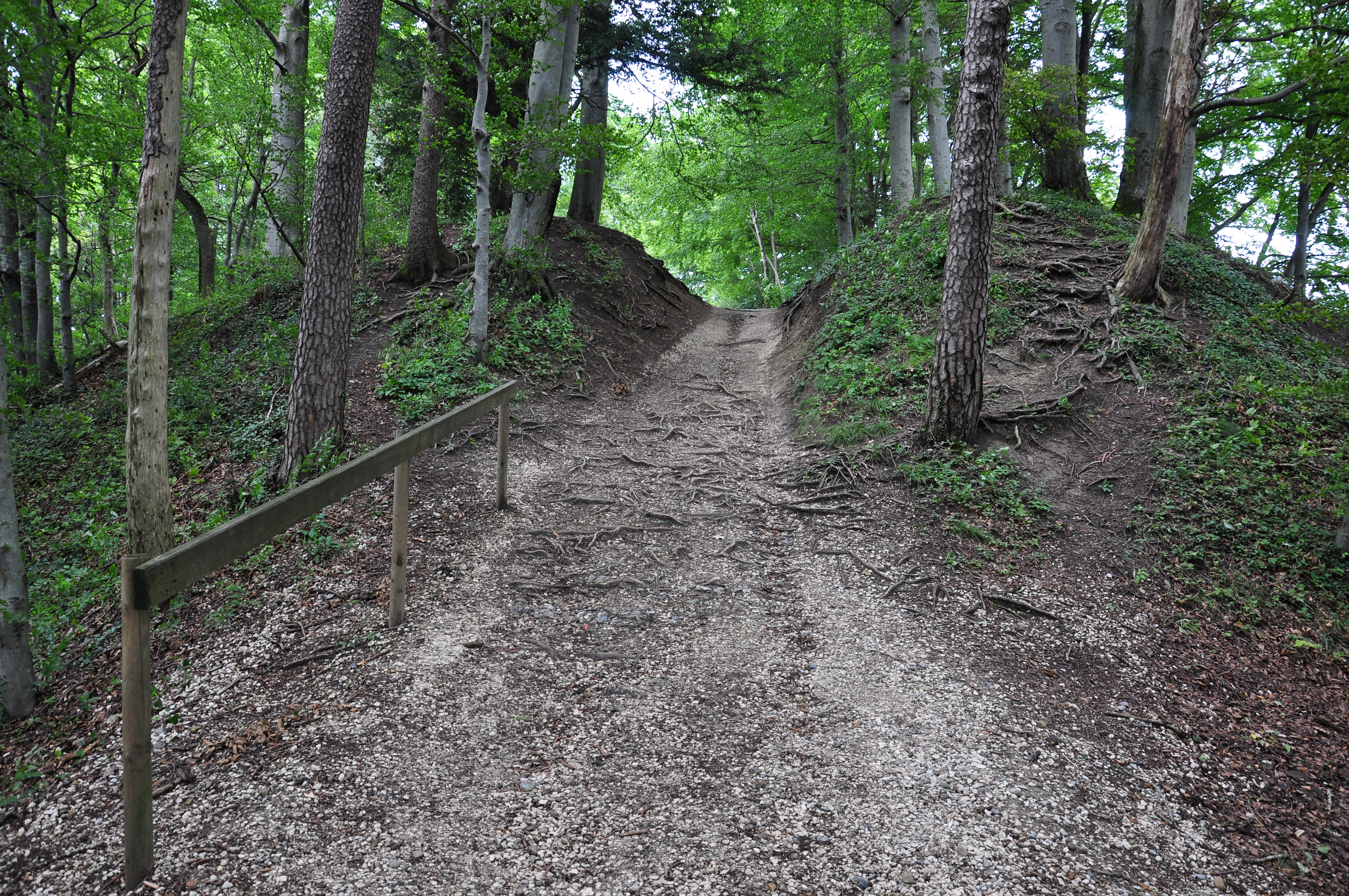
Burghügel von Osten